# Alexandru Popovici
Alexandru Popovici (Tiraspol, 9 april 1977) is een voormalig profvoetballer uit Moldavië, die speelt voor FC Saxan uit zijn vaderland. De aanvaller begon zijn profloopbaan in 1994 bij Tiligul-Tiras Tiraspol.

## Interlandcarrière
Popovici speelde in de periode 1996-2005 in totaal 21 keer voor het Moldavisch voetbalelftal en scoorde driemaal voor de nationale ploeg. Hij maakte zijn debuut op 9 april 1996 – zijn negentiende verjaardag – en bekroonde zijn debuut met de gelijkmaker (2-2) in het vriendschappelijke duel tegen Oekraïne.
| Interlanddoelpunten | Interlanddoelpunten | Interlanddoelpunten | Interlanddoelpunten | Interlanddoelpunten | Interlanddoelpunten | Interlanddoelpunten |
| #                   | Datum               | Locatie             | Tegenstander        | Goal(s)             | Uitslag             | Wedstrijd           |
| ------------------- | ------------------- | ------------------- | ------------------- | ------------------- | ------------------- | ------------------- |
| 1                   | 09/04/1996          | Chisinau, Moldavië  | Oekraïne            | 84'                 | 2–2                 | Vriendschappelijk   |
| 2                   | 02/02/2000          | Larnaca, Cyprus     | Armenië             | 77'                 | 1–2                 | Vriendschappelijk   |
| 3                   | 06/02/2000          | Larnaca, Cyprus     | Slowakije           | 81'                 | 2–0                 | Vriendschappelijk   |